# Wolfgang Oschmann
Wolfgang Oschmann (* 25. Juli 1954) ist ein deutscher Paläontologe und Hochschullehrer an der Johann Wolfgang Goethe-Universität Frankfurt.

## Werdegang
Oschmann studierte und promovierte an der Ludwig-Maximilians-Universität in München und war am dortigen Institut für Paläontologie und historische Geologie von 1985 bis 1986 wissenschaftlicher Mitarbeiter. Im Rahmen des Feodor-Lynen-Programms hielt er sich von 1987 bis 1988 als Humboldt-Stipendiat zu Forschungszwecken in Indien auf. Von 1988 bis 1989 war er wissenschaftlicher Mitarbeiter am Fachbereich Geowissenschaften der Universität Bremen. Von 1989 bis 1993 war Oschmann Hochschulassistent am Institut für Paläontologie an der Universität Würzburg. Dort erfolgte im Jahr 1993 auch die Habilitation im Fach Geologie und Paläontologie. In der Zeit von 1994 bis 1998 hatte er die C3-Professur für Invertebraten-Paläontologie/Paläoklimatologie am Institut und Museum für Geologie und Paläontologie der Universität Tübingen inne und arbeitete dort mit Volker Mosbrugger im Sonderforschungsbereich 275 „Klimagekoppelte Prozesse in meso- und känozoischen Geoökosystemen“. Seit 1998 ist Oschmann C4-Professor für Paläontologie am Geologisch-Paläontologischen Institut der Johann Wolfgang Goethe-Universität Frankfurt.

## Forschungsschwerpunkte
Oschmann befasst sich mit der Rekonstruktion fossiler mariner Ablagerungsräume und ihrem Fossilinhalt überwiegend aus dem Meso- und Känozoikum. Er interessiert sich besonders für Schwarzschiefer, die er mit kombinierten paläoökologischen und geochemischen Methoden bearbeitet, um die Lebensbedingungen und Stoffkreisläufe in diesen sauerstofflimitierten Systemen zu rekonstruieren. In Ergänzung dazu untersucht er die paläoklimatischen und paläoozeanographischen Rahmenbedingungen der Schwarzschieferentstehung. Ein weiterer Schwerpunkt seiner Arbeit ist die Sklerochronologie kombiniert mit der Sauerstoffisotopie. Zusammen mit den Kollegen Bernd Schöne (Universität Mainz) und Eberhard Gischler (Universität Frankfurt) untersucht er die Wachstums- und Klimageschichte von Mollusken und Korallen im Verlauf der letzten Jahrhunderte.

## Mitgliedschaften
Oschmann ist Mitglied verschiedener geowissenschaftlicher Gesellschaften unter anderem SEPM, DGGV und Paläontologische Gesellschaft.

## Lehrbücher/Publikationen (Auswahl)
- Evolution der Erde, 2016, 2. Auflage 2018, 383 S.; UTB GmbH
- Leben der Vorzeit, 2018, 400 S.; UTB GmbH
- Oschmann, W. (ed. 2009): Special Issue: Sclerochronology and Paleoclimate.- International Journal of Earth Sciences 98, 1–133.
- Gischler, E. & Oschmann, W, 2005: Historical climate variation in Belice (Central America) as recorded in Scleractinian corals.-Palaios, 20: 159–174.
- Fürsich & Oschmann (eds. 2002): Special Issue: Isotopes and Biomarkers in Palaeontology.- Geobios, 35, 1–137.
- Schöne, B. R., Houk, S. D., Freyre Castro, A. D., Fiebig, J., Kröncke, I., Dreyer, W. & Oschmann, W. 2005: Daily growth rates in shells of Arctica islandica: Assessing subseasonal environmental controls on a long-lived bivalve mollusk. Palaios, 20, 78–92.
- Oschmann, W. 2004: 4 Milliarden Jahre Klimageschichte. Klimabericht des Deutschen Wetterdienstes 2003, 7–24.
- Röhl, H.-J., Schmid-Röhl, A., Oschmann, W., Frimmel, A. & Schwark, L. (2001). The Posidonia Shale (Lower Toarcian) of SW-Germany: An oxygen depleted ecosystem controlled by sea level and palaeoclimate.- Palaeogeology, Palaeoclimatology, Palaeoecology, 165: 27–52.